# The Blind Boys of Alabama

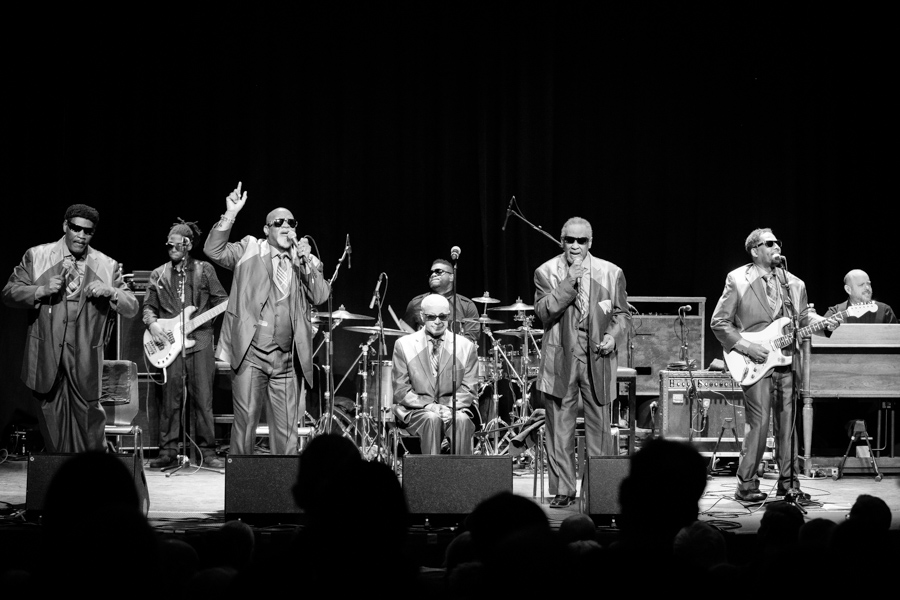
2018

The Blind Boys of Alabama es un grupo de góspel del estado de Alabama de los Estados Unidos. La primera formación del grupo se dio en 1939 en el Alabama Institute for the Negro Blind (Instituto de Alabama por el Negro Ciego). Hasta el 2006 el grupo tuvo varios cambios en el número de integrantes y comenzó a incursionar en mezclas de góspel con otros géneros como el blues, pero siempre con temáticas religiosas típicas del góspel. Desde el 2002 hasta el 2005 ganaron el Grammy por el mejor álbum de soul góspel tradicional. En el 2002 The Blind Boys of Alabama fue incluido en la sala de la fama del góspel.
Su versión del tema "Way Down In the Hole", original de Tom Waits, fue utilizado en la presentación de la primera temporada de la serie The Wire del canal HBO. Distintas versiones de este tema fueron utilizadas en las cabeceras del resto de temporadas, incluyendo la composición del propio Tom Waits en la segunda temporada. En el 2002 colaboraron como coristas en el tema Sky Blue del disco Up de Peter Gabriel.

## Integrantes
- Clarence Fountain, líder del grupo y vocalista.
- Jimmy Carter, vocalista.
- Bishop Billy Bowers, vocalista.
- Eric (Ricky) McKinnie, percusionista.
- Caleb Butler, guitarra rítmica.
- Joey Williams, primera guitarra.

- Tracy Pierc, bajista.

## Discografía
- 2008 Down in New Orleans
- 15 de marzo del 2005 Atom Bomb
- There Will Be A Light
- 2003 Go Tell It On The Mountain
- 2002 Higher Ground
- 2002 I Saw The Light
- 2002 Collectors Edition
- 2001 Spirit Of The Century
- 2001 You'll Never Walk Alone / True Convictions
- 2001 Gospel For The Lord
- 2001 Original Blind Boys
- 2000 My Lord What A Morning
- 1999 Hallelujah: A Collection of Their Finest
- 1999 Best of Clarence Fountain and the Five Blind Boys of Alabama
- 1998 Have Faith: The Very Best of the Five Blind Boys of Alabama
- 1997 Holdin' On
- 1996 All Things Are Possible
- 1996 Bolden Mements In Gospel
- 1995 I Brought Him With Me
- 1995 1948-51
- 1994 Don't Forget To Pray
- 1994 Blessed Assurance
- 1994 Soul Gospel
- 1994 Alive In Person
- 1994 In The Gospel Light
- 1994 Swing Low, Sweet Chariot
- 1993 The Soul Of Clarence Fountain
- 1993 The Sermon
- 1993 Bridge Over Troubled Waters
- 1992 Deep River
- 1991 Oh Lord, Stand By Me / Marching Up To Zion
- 1991 I Am A Soldier
- 1991 The Best Of The Five Blind Boys
- 1990 I'm Not That Way Anymore
- 1990 Brand New
- 1989 I'm A Changed Man
- 1989 The Five Blind Boys Of Alabama
- 1987 In The Hands Of The Lord
- 1984 Faith Moves Mountains
- 1978 The Soldier Album
- 1974 Precious Memories
- 1973 Best Of Five Blind Boys Of Alabama
- 1970 (1954) Marching To Zion
- 1970 (1954) Oh Lord Stand By Me
- 1970 The Five Blind Boys From Alabama
- 1970 In The Gospel Light
- 1970 The Soul Of Clarence Fountain
- 1969 Fix It Jesus Like You Said You Would
- 1969 Jesus Will Be Waiting
- 1967 Church Concert in New Orleans (Live)
- 1965 Can I Get A Witness?
- 1963 True Convictions
- 1963 (1957) You'll Never Walk Alone
- 1963 Old Time Religion
- 1959 The Original Blind Boys
- 1959 God Is On The Throne
- 1958 My Mother's Train
- 1953 When I Lost My Mother
- 1953 Sermon
- 1950 Livin' On Mother's Prayers
- 1950 Sweet Honey In The Rocks
- 1948 I Can See Everybody's Mother But Mine

## Grammys
- 2005 con There Will Be a Light

- 2004 con Go Tell It on the Mountain

- 2003 con Higher Ground

- 2002 con Spirit of the Century